# Bari (provins)
 For alternative betydninger, se Bari (flertydig). (Se også artikler, som begynder med Bari)
Bari er en italienske provins på halvøen Apulien.
Hovedstaden for provinsen er Bari, som også har givet navn til provinsen.

## Kommuner
- Acquaviva delle Fonti
- Adelfia
- Alberobello
- Altamura
- Bari
- Binetto
- Bitetto
- Bitonto
- Bitritto
- Capurso
- Casamassima
- Cassano delle Murge
- Castellana Grotte
- Cellamare
- Conversano
- Corato
- Gioia del Colle
- Giovinazzo
- Gravina in Puglia
- Grumo Appula
- Locorotondo
- Modugno
- Mola di Bari
- Molfetta
- Monopoli
- Noci
- Noicattaro
- Palo del Colle
- Poggiorsini
- Polignano a Mare
- Putignano
- Rutigliano
- Ruvo di Puglia
- Sammichele di Bari
- Sannicandro di Bari
- Santeramo in Colle
- Terlizzi
- Toritto
- Triggiano
- Turi
- Valenzano

41°07′31″N 16°52′00″Ø / 41.1253°N 16.8667°Ø